# Rodolfo Espinosa Orantes
Rodolfo Espinosa Orantes (Nueva York, Estados Unidos, 28 de junio de 1981) también conocido como "Chofo" Espinosa, es un actor, productor, músico y guionista guatemalteco. Es conocido por filmar películas tales como Aquí me quedo, Otros 4 Litros y Pol.

## Biografía
Nació el 28 de junio de 1981 en Nueva York, Estados Unidos, esto debido a que su padre estaba bajo amenaza de muerte. Luego de varios meses, regresa a Guatemala donde pasa su infancia.
Espinoza fue estudiante de Biología, Historia del Arte, latín y griego en la Universidad de San Carlos de Guatemala; pero logró encontrar su pasión en el mundo del cine.
Fundó su propia compañía cinematográfica llamada "Me Llega Films" en donde su primer largometraje fue Aquí me quedo filmada en 2010.

## Filmografía
| Año  | Título                                 | Director | Guionista | Codirector   |
| ---- | -------------------------------------- | -------- | --------- | ------------ |
| 1987 | Nuestra es la voz, de todos la palabra | Sí       | Sí        |              |
| 2010 | Aquí me quedo                          | Sí       | Sí        |              |
| 2014 | Pol                                    | Sí       | Sí        |              |
| 2016 | Otros 4 Litros                         | Sí       | Sí        |              |
| 2018 | Hostal Don Tulio                       | Sí       | Sí        |              |
| 2019 | Las Fábulas Épicas de Chopan           |          |           |              |
| 2020 | Secuelas de la Cuarentena              | Sí       | Sí        |              |
| 2021 | Making of, Un Detrás de Cámaras        | Sí       |           |              |
| 2022 | Cargam                                 | Sí       | Sí        | Ximena Uribe |
| 2025 | Bajo el Sol de Septiembre              | Sí       | Sí        |              |